# René Richer
 (mai 2022).
Si vous disposez d'ouvrages ou d'articles de référence ou si vous connaissez des sites web de qualité traitant du thème abordé ici, merci de compléter l'article en donnant les références utiles à sa vérifiabilité et en les liant à la section « Notes et références ».
Pour les articles homonymes, voir Richer.
René Richer est un architecte québécois né à Saint-Hyacinthe le 14 septembre 1887 et mort le 8 juin 1963  à Saint-Hyacinthe. On lui doit de nombreux édifices, principalement sur le territoire de la ville de Saint-Hyacinthe.

## Biographie
René Richer est né à  Saint-Hyacinthe dans la famille des libraires Richer. Sa formation académique passe par le Séminaire et l'École polytechnique de Montréal. Son intérêt pour l'architecture le conduit à  suivre des cours à  Paris. Il est admis à  l'Ordre des architectes du Québec en 1915.
Sa carrière se profile dans deux secteurs; le premier touche la vie municipale de Saint-Hyacinthe. Engagé dès 1918 par le maire Télesphore-Damien Bouchard à  titre d'ingénieur et d'architecte, il sera le créateur et le maître d'œuvre des grands projets d'expansion et d'embellissement de la ville tout au long de la première moitié du XXe siècle. Sa pratique privée, deuxième secteur d'activités, touche le monde scolaire, résidentiel, commercial, hospitalier ainsi que le religieux et le conventuel. Sa production se retrouve aujourd'hui en grande partie à  Saint-Hyacinthe, mais aussi dans la MRC des Maskoutains et en Montérégie.

## Réalisations
Secteur municipal
- Porte des maires (1927)
- Perron-portique, toitures, corniches et salle de l'Hôtel de  Ville (1931)
- Construction de l'annexe de l'Hôtel de Ville (1934)
- Réfection du marché centre (1934)
- Stade municipal (1937)

Secteur scolaire
- École Larocque (1915)
- École Mercier (1916)
- École protestante (1918)
- École Jacques-Cartier (1935)

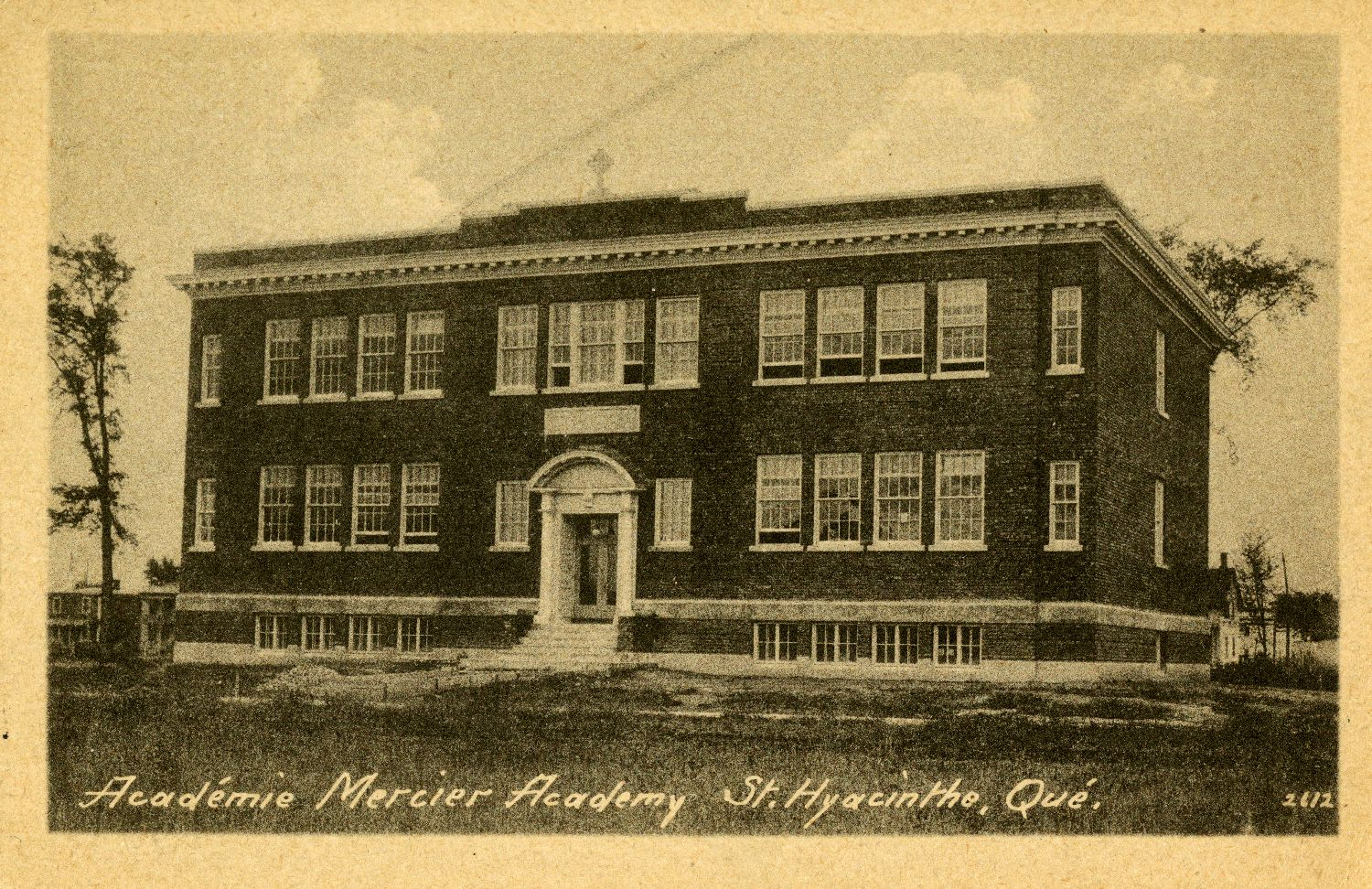
L'École Mercier en 1920, l'une des réalisations de René Richer

- École Saint-Charles-Garnier (1935)
- École Christ-Roi (1937)
- École technique (1941)

Secteur hospitalier
- Hôtel-Dieu (1922)
- Hôpital Saint-Charles (1928)
- Réfection du cinquième étage de l'Hôpital Saint-Charles (1951)

Secteur privé
- Théâtre Corona (1915)
- Poste radiophonique CKAC (1929)
- Agrandissement du Grand Hôtel (1936)
- Chalet du club de golf (1945)

Ensembles conventuels et projets diocésains
- Travaux à  l'église La-Présentation-de-la-Vierge-Marie (1916)
- Église de Saint-Jean-Baptiste de Val-David (Laurentides) (1917-1919)
- Reconstruction de l'église Saint-Charles-sur-Richelieu (1913)
- Maison mère des Sœurs de Saint-Joseph (1925)
- Maison mère des Sœurs de Sainte-Marthe (1926)
- Nouvelle aile de l'évêché (1926)
- Chapelle du Séminaire de Saint-Hyacinthe (1927)
- Reconstruction des ailes du Séminaire (1927)
- Ancien presbytère de Farnham (1930)
- Rénovations à l'église Notre-Dame-du-Rosaire (1930)
- Reconstruction de l'église Saint-Michel de Rougemont (1931)
- Nouveau charnier pour la paroisse Saint-Michel de Rougemont (1931)
- Reconstruction de l'église Saint-Joachim de Shefford (1932)
- Travaux à  l'église Notre-Dame de Granby (1934)
- Reconstruction de l'église Saint-Simon (1934)
- Réfection de la façade et des murs de l'église Sainte-Rosalie (1937)
- Congrès eucharistique diocésain (1944)
- École normale des Sœurs de Saint-Joseph (1945)
- Église et presbytère de la paroisse Sacré-Cœur-de-Jésus (1946)
- Agrandissement de la maison mère des Sœurs de Sainte-Marthe (1949)
- Agrandissement du Séminaire (1950)
- Nouvelle aile au monastère des Sœurs du Précieux-Sang (1950)

Secteur résidentiel
- Résidence René-Richer à Saint-Hyacinthe (1943)
- Résidence René-Richer à  Outremont (1947)